# Apozomus cactus
Apozomus cactus är en spindeldjursart som beskrevs av Harvey 1992. Apozomus cactus ingår i släktet Apozomus och familjen Hubbardiidae. Inga underarter finns listade i Catalogue of Life.